# Офиолит
Офиолит је секција Земљине океанске коре и горњег дела мантла, која је издигнута и налази се изнад нивоа мора, а може бити и обдукована на континенталну кору. Префикс офио- потиче од грчке речи за змију, док суфикс -лит означава стену, од грчке речи литос, а назив потиче од зелених стена (спилита и серпентинита), од којих се састоје многи офиолити.
Термин офиолит први пут је употребио Александар Броњијар за асамблаж зелених стена (серпентинит, дијабаз) у Алпима; Штајнман је касније изменио употребу ове речи, при чему је у стене офиолитске секвенце укључио и пилоу лаве и рожнаце, такође због њихових јављања у Алпима. Термин је јако мало коришћен у другим деловима света, све до касних педесетих година 20. века, односно раних шездесетих година, а описивао је асамблаж аналоган океанској кори и процесу ширења океанског дна. Ови описи били су у складу са два процеса који су тада били познати: (1) опсервацијом трака магнетских аномалија на океанском дну, паралелних системима средњоокеанских гребена, које су Фредрик Вајн и Драмод Матјуз интерпретирали као формације нове океанске коре на средњоокеанским гребенима и њихово симетрично ширење од гребена ка ободу океана; (2) опсервацијом комплекса дајкова (sheeted dike complex) у оквиру офиолитског комплекса Тродос на Кипру, за које је Ian Graham Gass са сарадницима тврдио да су настали поновљеном екстензијом коре и интрузијом магме, чиме је створена формација која се потпуно састоји од дајкова, а која не садржи старије стене. Морс и Вајн су закључили да је овај комплекс дајкова могао бити формиран само процесом који је сличан ширењу океанског дна. Због тога је прихваћена теорија да офиолити представљају океанску кору која је обдукована преко континенталне коре.
Велики значај офиолита лежи у чињеници да се стене ове секвенце јављају у планинским појасевима, као што су Алпи или Хималаји, где документују некадашње постојање океанских басена, који су уништени процесом субдукције. Ова чињеница била је једна од врло важних доказа теорије тектонике плоча, а офиолити су увек имали веома значајну улогу у тектоници плоча и интерпретацији формирања планинских венаца.

## Стратиграфија
Стратиграфска секвенца која се опажа у офиолитима одговара процесима формирања литосфере на средњоокеанским гребенима:
- Седименти: муљ (црни шкриљац) и рожнаци, седиментовани за време формирања коре;
- Екструзивна секвенца: базалтне пилоу лаве, на којима се уочава контакт магме и морске воде;
- Дајкови: вертикални, паралелни дајкови, извор магме за горње слојеве;
- Високо позиционирани интрузиви: изотропни габро, који указује на фракционисани изврор магме;
- Кумулатни перидотити: слојеви богати дунитом;
- Тектонизирани перидотити: стене из мантла, углавном харцбургити и лерзолити.